# ألكيثا
بلدية ألكيثا (بالإسبانية: Alquiza) هي بلدية تقع في مقاطعة غيبوثكوا التابعة لمنطقة إقليم الباسك شمال إسبانيا.

## الديموغرافيا
يبلغ عدد سكان بلدية ألكيثا 357 نسمة عام 2011 (وفقاً للمعهد الوطني للإحصاء الإسباني).
| 260 | 261 | 266 | 301 | 322 | 357 | 357 |